# Zentralfriedhof Wien

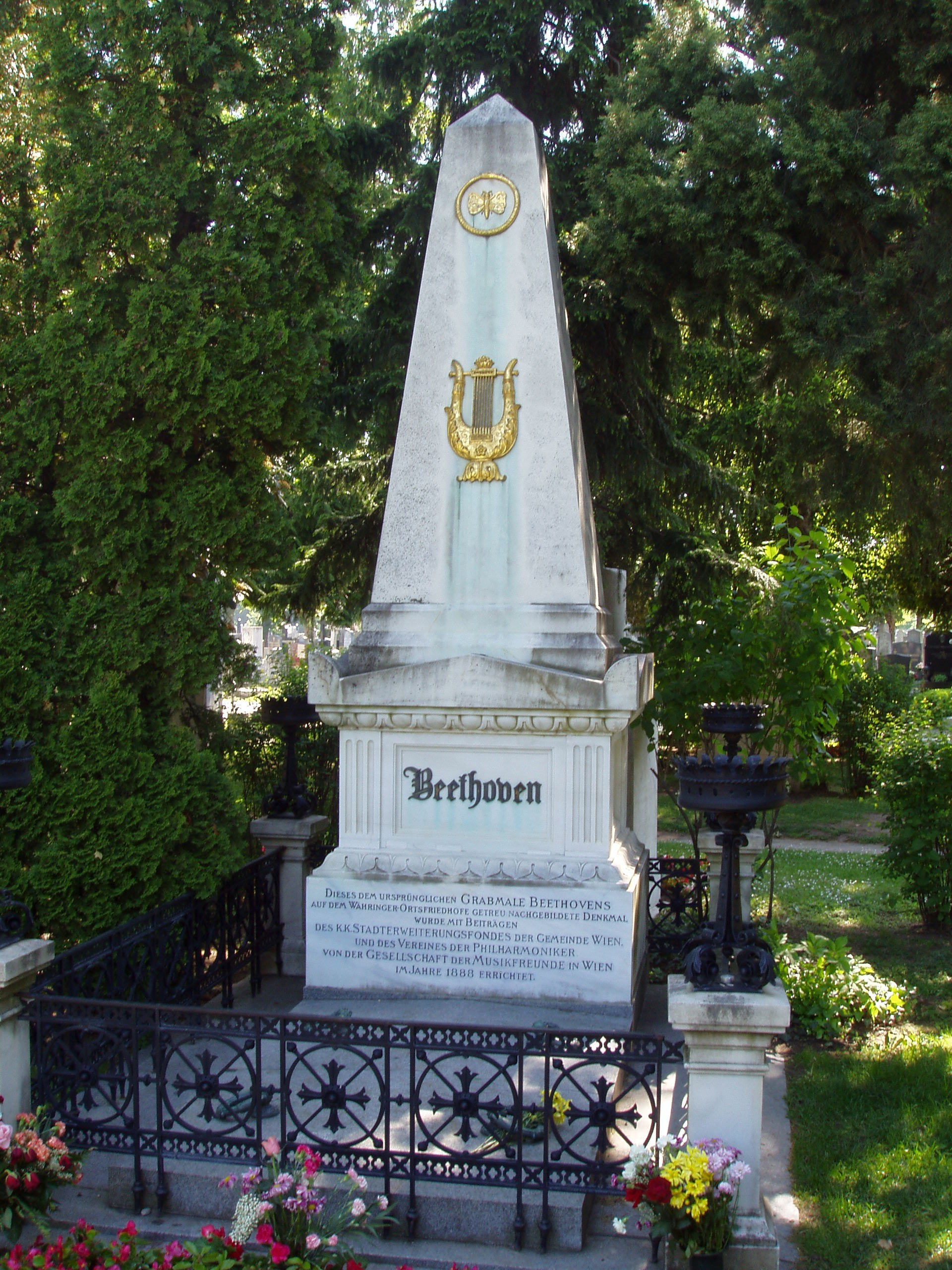
Ludwig van Beethovens grav på Zentralfriedhof.

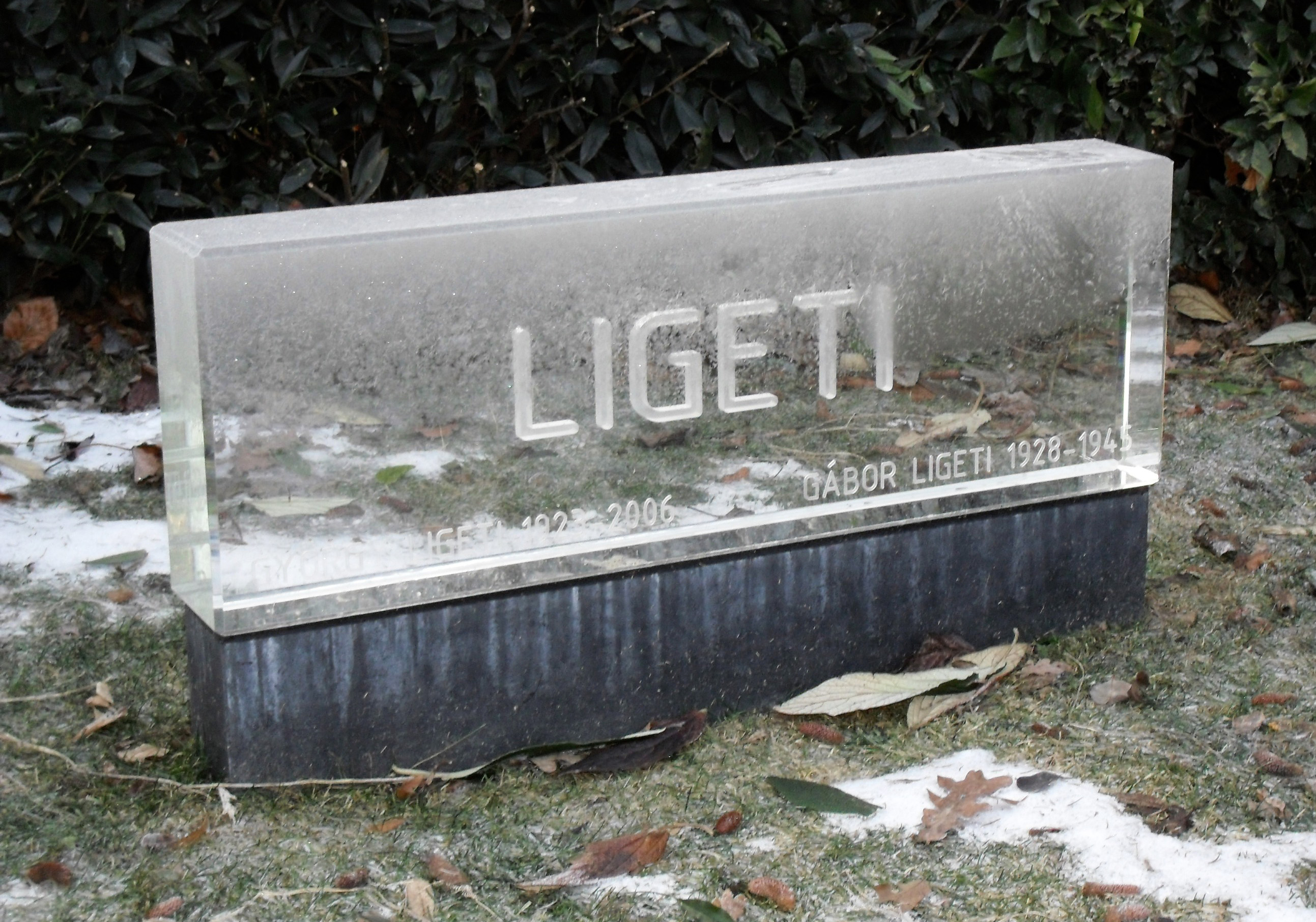
György Ligetis grav på Zentralfriedhof.

Zentralfriedhof Wien är en begravningsplats i Wien i Österrike, belägen på Simmeringer Hauptstrasse 234.
Kyrkogården, som omfattar 200 hektar, utfördes efter en plan av arkitekterna Alfred Friedrich Bluntschli och Karl Jonas Mylius och öppnades 1874. Här vilar många av landets och stadens stora, såsom:
- Ludwig van Beethoven
- Johannes Brahms
- Ignaz Brüll
- František Drdla
- Egon Friedell
- Albert Paris Gütersloh
- Curd Jürgens
- Bruno Kreisky
- György Ligeti
- Paula von Preradović
- Antonio Salieri
- Franz Schubert
- Arnold Schönberg
- Robert Stolz
- Johann Strauss d.ä.
- Johann Strauss d.y.
- Josef Strauss
- Franz von Suppé
- Hedy Lamarr